# Meana di Susa
Meana di Susa – miejscowość i gmina we Włoszech, w regionie Piemont, w prowincji Turyn.
Według danych na rok 2004 gminę zamieszkiwało 914 osób, 53,8 os./km².